# Onitis dimidiatus
Onitis dimidiatus är en skalbaggsart som beskrevs av Felsche 1907. Onitis dimidiatus ingår i släktet Onitis och familjen bladhorningar. Inga underarter finns listade i Catalogue of Life.